# National Geographic Brasil
National Geographic Brasil foi um canal de televisão por assinatura brasileiro, de propriedade da Disney Media Networks Latin America, uma divisão da The Walt Disney Company América Latina. O canal era destinado a apresentação de documentários, séries e programas educativos sobre ciência, tecnologia, história e meio ambiente.
Em 5 de fevereiro de 2017 os canais Fox foram excluídos da programação da Sky devido à falta de acordo nas negociações entre as duas empresas. O canal Nat Geo foi substituído pelo canal Discovery Civilization. As duas empresas chegaram a acordo sobre a renovação de contrato em 10 de fevereiro e o canal Nat Geo voltou ao ar na programação da Sky no lugar do Discovery Civilization.
Em 2 de dezembro de 2024, foi anunciado o encerramento de sua programação no Brasil, que ocorreria em 28 de fevereiro de 2025. O motivo principal se deve por uma estratégia do The Walt Disney Company em focar somente no seu streaming Disney+, além da queda constante no número de assinantes da TV paga, afetando drasticamente a sua audiência. Apesar do término no Brasil ter sido anunciado para o dia 28, o canal só teve o sinal encerrado ás 7h do dia 1.° de março, após a exibição da série A Fábrica de Comidas: Estados Unidos. O sinal foi substituído por um slide informativo, apesar de ter deixado as operadoras de televisão por assinatura e streaming já no dia anterior.

## Visão geral
Sendo o primeiro país da América Latina a receber o canal, as transmissões do canal no Brasil substituíram o canal independente The Superstation em 1 de novembro de 2000, lançado pela Fox Networks Group Latin America. De acordo com pessoas ligadas ao canal, ele foi lançado no país devido ao sucesso de vendas da revista National Geographic.

## Programas

### Produção brasileira
- Aeroporto: São Paulo
- Brasil Selvagem
- Desafio Impossível
- Radar Pet
- Explorer Investigation
- Tabu Brasil

### Produção do National Geographic América Latina
- Aeroporto: Peru
- Aeroporto: Colômbia

## Canais irmãos

### National Geographic Wild
O National Geographic Wild é um canal sobre o reino animal. Foi lançado no Brasil em 2010.

### Nat Geo Kids
Nat Geo Kids (ou National Geographic Kids) é um canal de televisão por assinatura dedicado a crianças entre 3 e 11 anos, da National Geographic Partners, proprietária da The Walt Disney Company e da National Geographic Society, e operado pela Walt Disney Television. Este canal consiste em desenhos, programas de exploração, ciência, aventura e conservação do ambiente, e séries infantis. Foi lançado em 1 de julho de 2017 na América Latina, em substituição ao MundoFox, e a princípio, seria lançado no Brasil em 1.º de setembro de 2017, mas foi para 3 de outubro.